# Primus (musikgrupp)
Primus är ett amerikanskt rockband bildat 1984 i Kalifornien. Den ende medlemmen som varit med hela tiden är basisten och sångaren Les Claypool.
Bandet kategoriseras som rock eller metal, men de har även influenser från många andra stilar såsom funk och country.
De har gjort temalåten till tv-programmet South Park.
Primus slog igenom med albumet Sailing the Seas of Cheese år 1991. Albumet innehåller tre av deras kändaste låtar, "Jerry Was a Race Car Driver", "Tommy the Cat" och "Those Damned Blue-Collar Tweekers".

## Medlemmar
Nuvarande medlemmar
- Les Claypool – sång, basgitarr, kontrabas (1984–2000, 2003–)
- Larry "Ler" LaLonde – gitarr, bakgrundssång (1989–2000, 2003–)
- Tim "Herb" Alexander – trummor, bakgrundssång (1989–1996, 2003–2010, 2013–)

Tidigare medlemmar
- Todd Huth – gitarr (1984–1989)
- Vince "Perm" Parker – trummor (1984)
- Peter Libby – trummor (1984–1985)
- Robbie Bean – trummor (1985–1986)
- Tim "Curveball" Wright – trummor (1986—1988)
- Jay Lane – trummor, bakgrundssång (1988–1989, 2010–2013)
- Bryan "Brain" Mantia – trummor (1996–2000)

## Diskografi

### Album
- 1990 – Frizzle Fry
- 1991 – Sailing the Seas of Cheese
- 1993 – Pork Soda
- 1995 – Tales From the Punchbowl
- 1997 – Brown Album
- 1999 – Antipop
- 2011 – Green Naugahyde
- 2014 – Primus & the Chocolate Factory with the Fungi Ensemble
- 2017 – The Desaturating Seven

### EP
- 1992 – Miscellaneous Debris
- 1998 – Rhinoplasty
- 2003 – Animals Should Not Try To Act Like People
- 2010 – June 2010 Rehearsal

### Livealbum
- 1989 – Suck On This

### Samling
- 2006 – They Can't All Be Zingers

## Videografi
- Cheesy Home Video (1992)
- Videoplasty (1998)
- Animals Should Not Try To Act Like Pepole (2003)
- Hallucino-Genetics (2004)
- Blame It On The Fish (2006)